# تری‌یدید تالیوم
تری‌یدید تالیوم (به انگلیسی: Thallium triiodide) با فرمول شیمیایی TlI3 یک ترکیب شیمیایی است. که جرم مولی آن 585.097 g/mol می‌باشد.